# فاتح
فاتح (ترکی استانبولی: Fatih) از ناحیه‌های قسمت اروپایی استانبول که در استان استانبول از ناحیه مرمره قرار گرفته‌است. طبق آخرین سرشماری به سال ۲۰۱۲ میلادی این ناحیه ۴۲۸٬۸۵۷ نفر جمعیت دارد. در این ناحیه از استانبول ایرانیان و کردهای ترکیه زیادی زندگی می‌کنند.

## نامگذاری
سلطان محمد فاتح ده سال پس از فتح استانبول در جایگاه کلیسای حواریون مسجد بزرگی به نام خود ساخت. با گذر زمان پیرامون مسجد فاتح محله‌ای مسلمان‌نشین پدید آمد و بدین ترتیب نام مسجد به کل محله اطلاق شد.

## جغرافیا
ناحیه فاتح از شمال غرب با ناحیه ایوب، از شمال با شاخ طلایی، از جنوب با دریای مرمره و از غرب با ناحیه زیتین‌بورنو همسایه است. مساحتش ۱۵۶۲ هکتار و ارتفاعش از سطح دریا ۶۰ متر است. زمین کشاورزی ندارد. فاتح به دلیل بنا شدن بر روی هفت تپه استانبول موضوع شعر بسیاری از شاعران شده است.
حدود فاتح را دیوارهای استانبول و دریای مرمره تعیین می‌کنند. دیوارهای استانبول از ایوانسرای تا یدی‌قله به تعمیر رسیده و اکنون فاتح را از ناحیه‌های ایوب و زیتین بورنو جدا می‌کنند. دیوارهای ساحل مرمره و شاخ طلایی ولی تخریب شده امروزه اثری از آنها نمانده است. طول ساحل ۱۴ کیلومتر است.

## ساختار اداری
این ناحیه متشکل است از ۵۷ محله به نام‌های:
آق‌سرای Aksaray
آق‌شمس‌الدین Akşemsettin
علمدار Alemdar
علی قوشچو Ali kuşçu
عتیق‌علی Atikali
ایوان‌سرای Ayvansaray
بالابان‌آقا Balabanağa
بلاط Balat
بایزید Beyazıt
بین‌بیردیرک Binbirdirek
جان‌قورتاران Cankurtaran
جراح‌پاشا Cerrahpaşa
جبالی Cibali
دمیرتاش Demirtaş
درویش علی Derviş Ali
امین سنان Eminsinan
حاجی قادین Hacıkadın
خاصگی سلطان Haseki Sultan
خرقهٔ شریف Hırka-i Şerif
خوب‌یار Hobyar
خواجه غیاث‌الدین Hoca Gıyasettin
خواجه‌پاشا Hocapaşa
اسکندرپاشا İskenderpaşa
قلندرخانه Kalenderhane
قره‌گمرک Karagümrük
کاتب قاسم Katip Kasım
کمال‌پاشا Kemalpaşa
ایا صوفیه کوچک Küçükayasofya
کجامصطفی‌پاشا Kocamustafapaşa
مرجان Mercan
مسیح‌پاشا Mesihpaşa
مولاناقاپو Mevlanakapı
معمار خیرالدین Mimar Hayrettin
معمار کمال‌الدین Mimar Kemalettin
ملا فناری Molla Fenari 
ملا گورانی Molla Gürani
ملا خسرو Molla Hüsrev
محسنه‌خاتون Mühsinehatun
نشانجه Nişanca 
رستم‌پاشا Rüstempaşa
سراج اسحاق Saraç İshak
ساری‌دمیر Sarıdemir
سید عمر Seyyid Ömer
سیلیوری‌قاپو Silivrikapı
سلطان احمد Sultanahmet
سروری Sururi
سلیمانیه Süleymaniye
سنبل‌افندی Sümbülefendi
شهرامینی Şehremini
شهسواربیگ Şehsuvarbey
تخته‌قلعه Tahtakale
دایه‌خاتون Tayahatun
توپ‌قاپو Topkapı
یاووز سنان Yavuz Sinan
سلطان سلیم یاووز Yavuz Sultan Selim
یدی‌قله Yedikule
زیرک Zeyrek 

## سازه‌ها

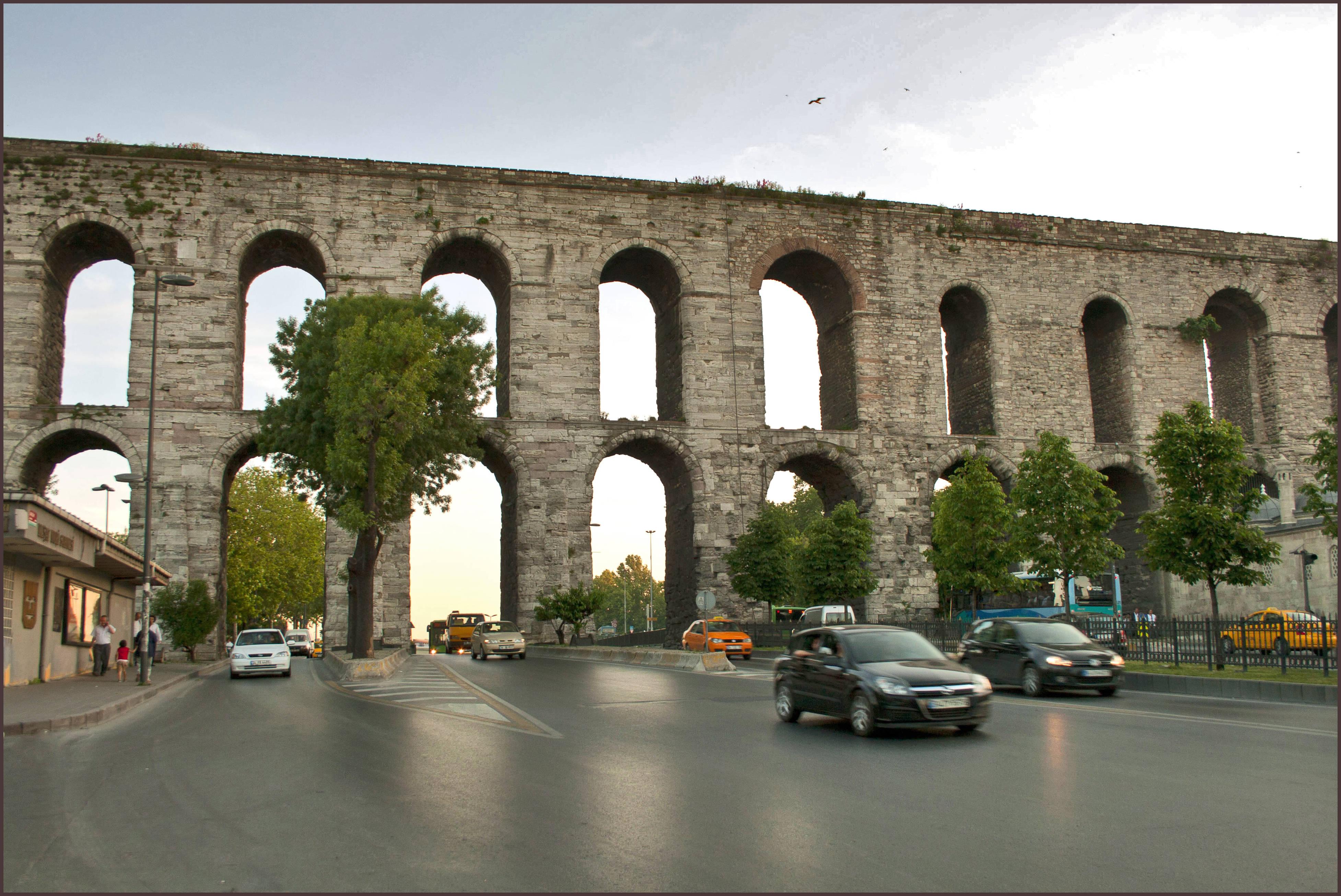
Bozdoģan Kemeri

طی حفاری‌های متروی استانبول قدمت ۸۵۰۰ ساله فاتح آشکار شد. ناحیه فاتح به عنوان یکی از قدیمی‌ترین بخش‌های شهر استانبول از نظر سازه‌های تاریخی از اهمیت بسیاری برخوردار است. شبه‌جزیره تاریخی فاتح از مهم‌ترین مرکزهای امپراتوری روم بوده است؛ فاتح همچنین ۱۰۵۸ سال برای روم شرقی و ۴۶۹ سال برای عثمانی نقش پایتخت را ایفا کرده است. از این رو اثرهای تاریخی مربوط به این سه تمدن در فاتح به وضوح به چشم می‌رسند.

### دیوارهای قسطنطنیه
ساخت دیوارهای قسطنطنیه از سده پنجم میلادی در زمان روم شرقی آغاز شده چهار بار تخریب و دوباره از نو برپا شده است. امروزه تنها ضلع‌های شمالی و غربی این دیوارها پابرجاست.

### ایا صوفیه
ایا صوفیه گرچه به فرمان ژوستینین یکم، امپراتور روم شرقی میان سال‌های ۵۳۲ تا ۵۳۷ میلادی به عنوان کلیسای جامع به ساخت رسید، پس از فتح استانبول به دست ترک‌ها، به فرمان سلطان محمد فاتح به مسجد تغییر کاربری داد؛ این بنا همچنین از سال ۱۹۳۴ به موزه تبدیل شد و دوباره در سال ۲۰۲۰ به کاربری مسجد بازگشت. 

### کاخ توپ‌قاپو
کاخ توپکاپی در سال ۱۴۷۸ به فرمان سلطان محمد فاتح ساخته شد. این کاخ به مدت ۳۸۰ سال اقامتگاه رسمی پادشاهان عثمانی برشمرده می‌شد تا اینکه کاخ دلمه‌باغچه به فرمان عبدالمجید یکم ساخته و سران دولت به آن کاخ منتقل شدند.

### مسجد سلطان احمد
مسجد سلطان احمد که با نام مسجد آبی نیز شناخته می‌شود همان‌گونه که از نامش برمی‌آید به فرمان احمد یکم زیر نظر معمار محمد آقای صدفکار بنا شد. این مسجد پس از تغییر کاربری ایا صوفیه به موزه در سال ۱۹۳۴ به عنوان مسجد اصلی استانبول شناخته می‌شد. 

### چهارسوی مصر
چهارسوی مصر، یکی از بزرگ‌ترین بازارهای سرپوشیده استانبول در سال ۱۶۶۰ به دستور تورخان سلطان و با معماری کاظم آقا بنا شد.

### مسجدها
مهم‌ترین و پربازدیدترین سازه دینی ناحیه مسجد فاتح است که به دستور سلطان محمد فاتح ساخته شده است؛ نکته‌ای که بر اهمیت تاریخی آن می‌افزاید قرار داشتن مدرسه‌های اسلامی در این مسجد است که از زمان عثمانی تا به کنون به آموزش‌های اسلامی می‌پردازند. دیگر مسجدهای مهم ناحیه عبارتند از: 
مسجد آهی چلبی
مسجد احمدیه
مسجد آق‌شمس‌الدین
مسجد ایا صوفیه
مسجد بایزید
مسجد کدخدا فرخ
مسجد لاله‌لی
مسجد سلیمانیه
مسجد شاهزاده
مسجد زیرک 

### کلیساها
کلیسای پاتریارک‌نشین ایا یرگی
کلیسای سورپ آسدوادزادزین (کلیسای اصلی پاتریارک‌نشین ارمنیان استانبول)
کلیسای استفان
کلیسای سورپ کورک
کلیسای ایا ایرینی 

### دیگر مکان‌های تاریخی
دیرینگی خیابان فوزی‌پاشا که فاتح را به بایزید وصل می‌کند به دوران امپراتوری روم بازمی‌گردد. آبراهه والنس نیز در همان محل قرار دارد. 
ارتفاع، فاتح را از چشم‌اندازهایی زیبا و دیدنی برخوردار کرده است به گونه‌ای که از برخی جاها شاخ طلایی و تنگه بسفر به آسانی به چشم می‌رسند.

### موزه‌ها
کلیسای خورا
موزه فتحیه
موزه پرورش جمهوری
موزه عکس
موزه قالی و گلیم
موزه تسبیح
موزه دبیرستان استانبول 
موزه باستان‌شناسی استانبول 
موزه اسلام، دانش و فناوری استانبول
موزه مدرسه رستم‌پاشای بدیع‌الزمان
موزه یحیی کمال 
زندان‌های یدی‌قله

## آموزش
فاتح تا سال ۲۰۲۰ دارای ۴۵ دبستان و ۷۶ دبیرستان بوده است که دبیرستان‌های استانبول، داوودپاشا، وفا و فنی چاپا از مهم‌ترین آنها می‌باشند. 
در زمینه آموزش دانشگاهی نیز دانشگاه استانبول از جایگاهی ویژه برخوردار است؛ دیگر دانشگاه‌های ناحیه عبارتند از دانشگاه بیرونی، دانشگاه قدیر خاص و دانشگاه بازرگانی استانبول. همچنین دانشکده‌های ناحیه عبارتند از پزشکی چاپا، پزشکی جراح پاشا، دندانپزشکی، داروسازی، ادبیات، اقتصاد، حقوق، الهیات، فرآورده‌های دریایی، ارتباطات و علوم سیاسی. 
مدرسه ایرانیان استانبول نیز در محله سلطان احمد فاتح قرار دارد.

## ترابری
ناحیه فاتح هم از نظر زمینی، هم هوایی و هم دریایی از ترابری خوبی برخوردار است.

## سلامت
به دلیل وجود بیمارستان‌های معتبر و دانشکده‌های پزشکی مشهور بیماران بسیاری از سراسر استانبول برای درمان به این ناحیه سفر می‌کنند. 

## اقتصاد
گردشگری، کارهای اداری، پزشکی و درمان، آموزش و از همه مهم‌تر بازرگانی چرخ‌های اقتصادی فاتح را می‌چرخانند. اثرهای تاریخی بازمانده از دوران‌های روم، بیزانس و عثمانی بر اهمیت تاریخی و گردشگری ناحیه می‌افزایند. به دلیل قرار داشتن استانداری استانبول در این ناحیه، دیگر ساختمان‌های دولتی و رسمی نیز در این ناحیه ساخته شده‌اند.
در محله شهرامینی بازار دارو و درمان داغ است. در محله لاله‌لی نیز پوشاک آماده به طور گسترده به کشورهای آسیای میانه و کشورهای مستقل مشترک‌المنافع فروخته می‌شود.

## فرهنگ
زبان بیشتر ساکنان فاتح ترکی استانبولی است. در برخی جاها نیز زبان‌های کردی، یونانی، گرجی، ارمنی و عبری رایج است. از فتح استانبول تاکنون با کوچانده شدن ارمنی‌ها به بخش کوم‌کاپی، این بخش به عنوان محله‌ای ارمنی‌نشین شناخته می‌شود. در محله سولوقله نیز جمعیتی قابل توجه کولی زندگی می‌کند که شهرداری استانبول با پروژه‌های گسترش شهری خود در حال مقابله با آنان است.

## نگارخانه

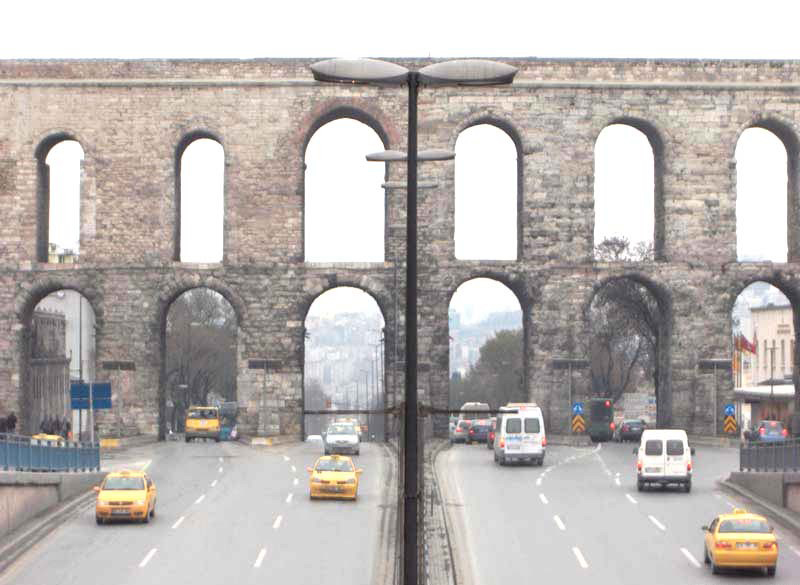
آبراهه والنس
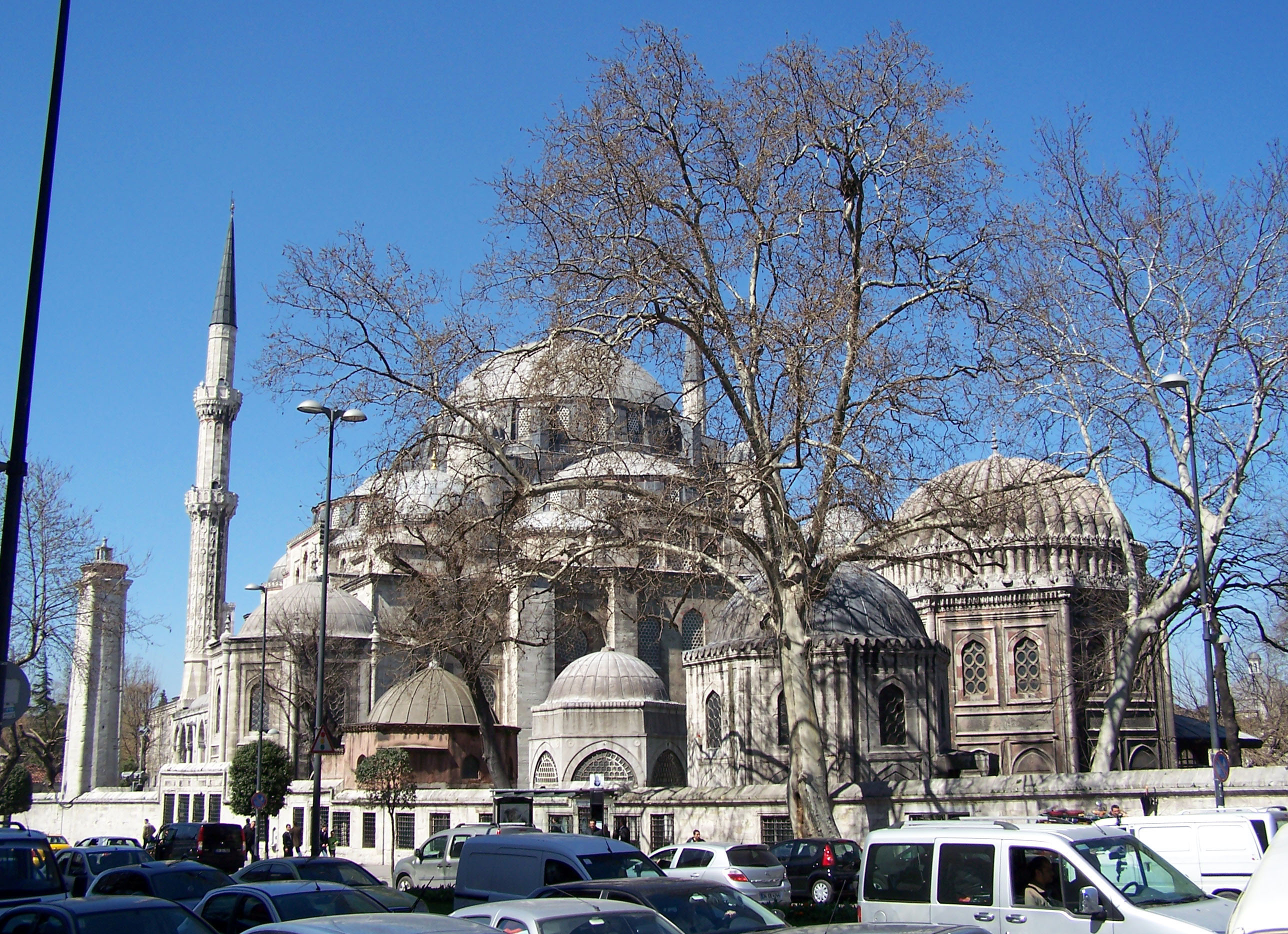
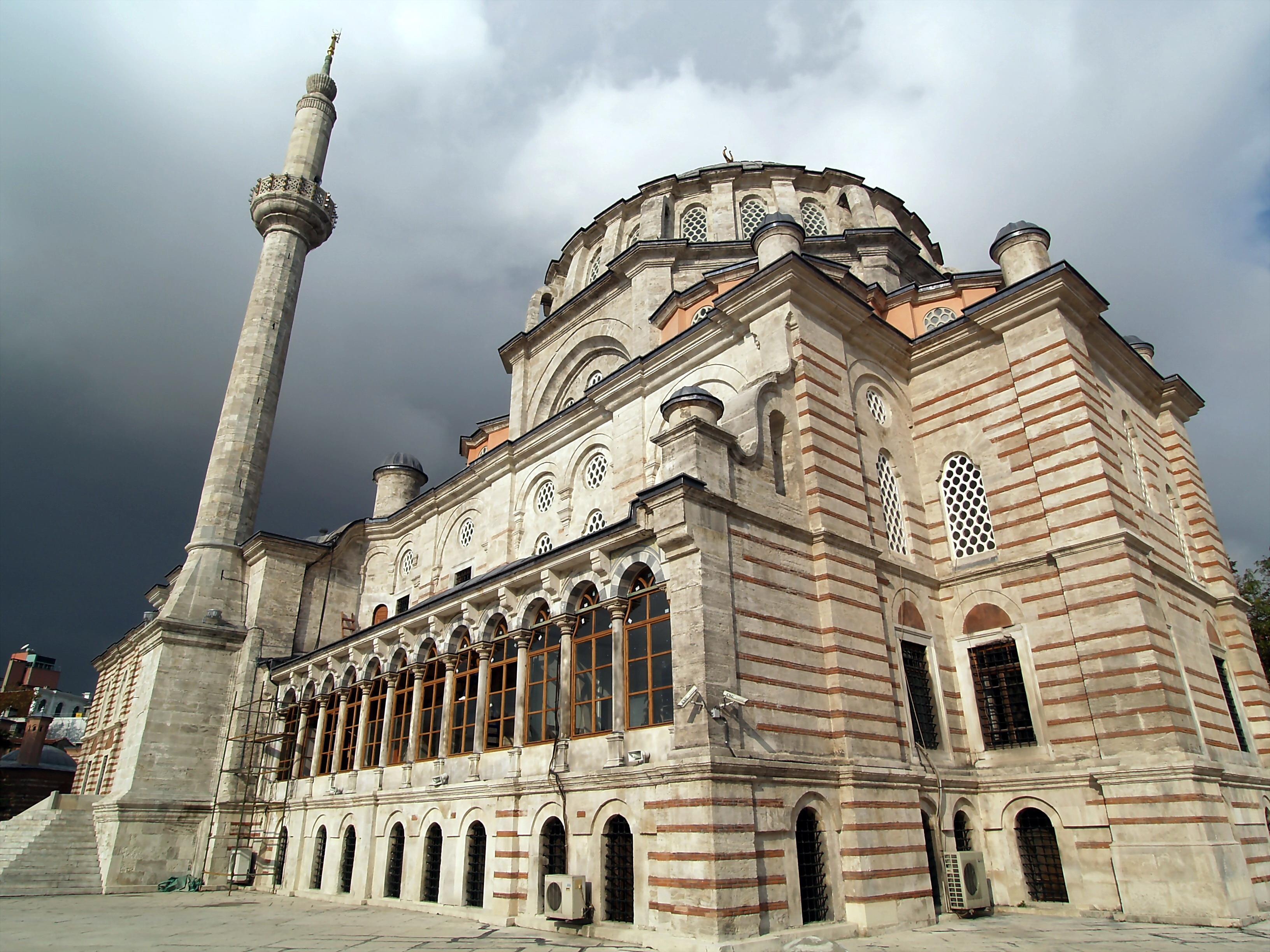
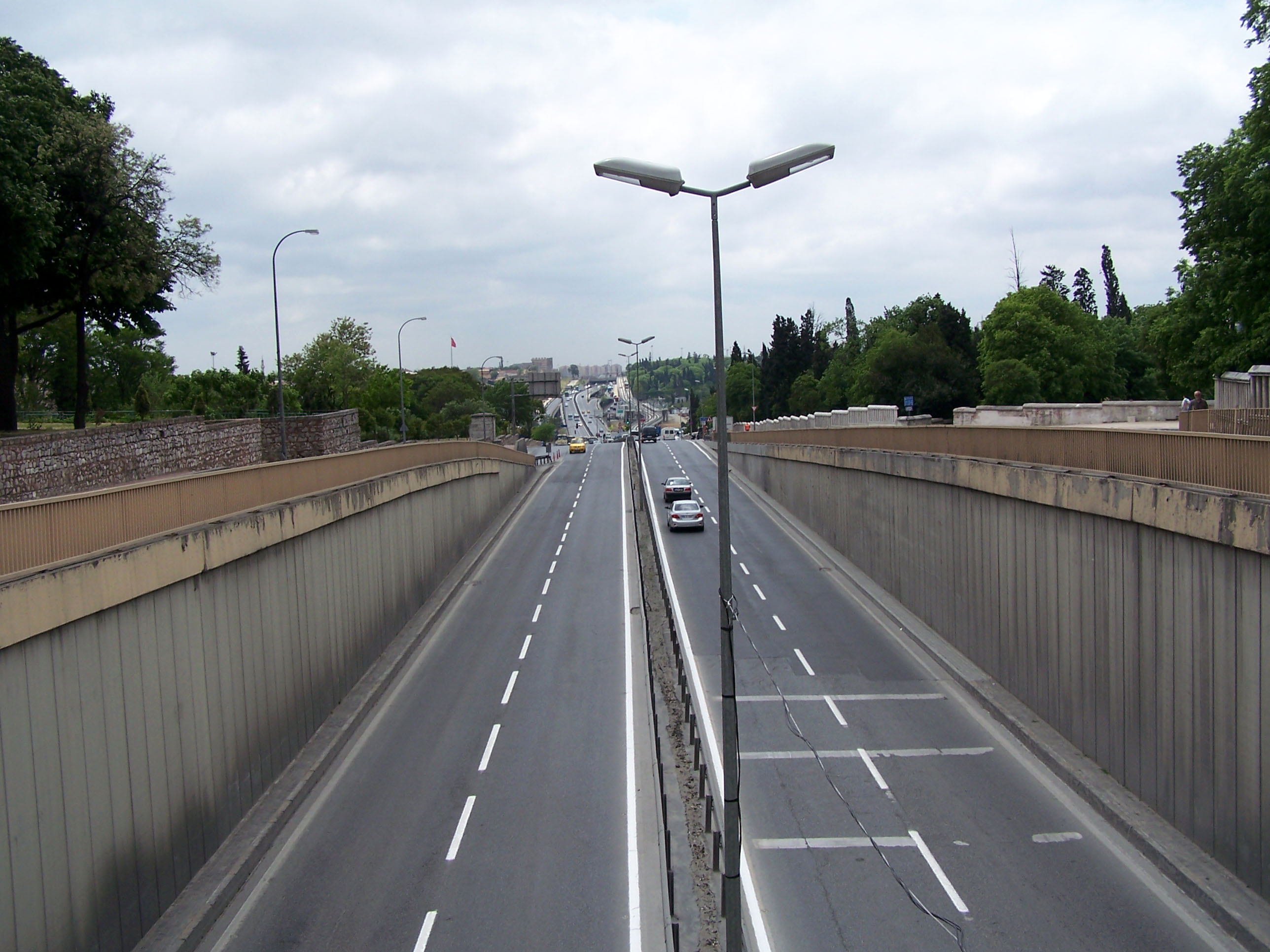

## جمعیت
| سال   | ۱۹۳۵    | ۱۹۴۰    | ۱۹۴۵    | ۱۹۵۰    | ۱۹۵۵    | ۱۹۶۰    | ۱۹۶۵    | ۱۹۷۰    | ۱۹۷۵    | ۱۹۸۰    | ۱۹۸۵    | ۱۹۹۰    | ۱۹۹۷    | ۲۰۰۰    | ۲۰۰۷    | ۲۰۱۰    |
| جمعیت | ۲۵۱٫۴۳۷ | ۲۶۶٫۲۷۲ | ۲۹۲٫۰۸۹ | ۳۵۹٫۹۰۹ | ۴۳۳٫۶۲۹ | ۴۳۵٫۴۴۶ | ۴۸۲٫۴۵۱ | ۵۵۴٫۶۵۹ | ۶۲۷٫۰۱۲ | ۵۶۷٫۹۰۲ | ۵۹۰٫۸۴۲ | ۵۴۵٫۹۰۸ | ۴۹۷٫۸۳۹ | ۴۶۳٫۶۲۶ | ۴۵۵٫۴۹۸ | ۴۳۱٫۱۴۷ |